# Baota
För andra betydelser, se Baota (olika betydelser).
Baota är ett stadsdistrikt och säte för stadsfullmäktige i Yan'an i Shaanxi-provinsen i norra Kina.
Distriktet utgör själva stadskärnan i Yan'an som eljest består av en stor landsbygd som indelas i tolv härad.
Området var tidigare ett härad, som ursprungligen upprättats under Qindynastin. Under sino-japanska kriget 1937-1945 var häradet en tid säte för kommunisternas regering. 1949 fick området namnet Yan'an härad och 1972 inkorporerades det med Yan'ans stadsprefektur.
I distriktet finns också köpingen och den före detta folkkommunen Liulin, som blev känd i samband med Jan Myrdal och Gun Kessles böcker om orten.